# Glaucidium brasilianum
Glaucidium brasilianum е вид птица от семейство Совови (Strigidae).

## Разпространение
Видът е разпространен в Аржентина, Белиз, Боливия, Бразилия, Венецуела, Гватемала, Гвиана, Еквадор, Колумбия, Коста Рика, Мексико, Никарагуа, Панама, Парагвай, Перу, Салвадор, Суринам, САЩ, Тринидад и Тобаго, Уругвай, Френска Гвиана и Хондурас.